# Kanton Chemillé
Kanton Chemillé (fr. Canton de Chemillé) je francouzský kanton v departementu Maine-et-Loire v regionu Pays de la Loire. Tvoří ho 10 obcí.

## Obce kantonu
- La Chapelle-Rousselin
- Chemillé
- Cossé-d'Anjou
- La Jumellière
- Melay
- Neuvy-en-Mauges
- Saint-Georges-des-Gardes
- Saint-Lézin
- Sainte-Christine
- La Tourlandry